# Championnat du Sénégal de football de deuxième division 2017-2018
Navigation
Ligue 2 2016-2017 Ligue 2 2018-2019
La saison 2017-2018 de Ligue 2 sénégalaise est la cinquante-cinquième édition du Championnat du Sénégal de 2e division et la dixième sous l'appellation « Ligue 2 ». La saison se déroule du 25 novembre 2017 au 24 mai 2018. 
Le championnat est remporté par l'AS Pikine qui est promue en Ligue 1 en compagnie de l'US Gorée. Trois équipes sont reléguées : l'olympique de Ngor, AS Ndar Guedj et Cayor Foot

## Participants
| \| Dakar Fatick Africa Promo Foot Ndar Guedj FC Keur Madior FC ETICS Cayor Foot \| Localisation des clubs engagés dans le championnat. |
| Dakar Fatick Africa Promo Foot Ndar Guedj FC Keur Madior FC ETICS Cayor Foot                                                           |

Un total de quatorze équipes participent au championnat, onze d'entre elles étant déjà présentes la saison précédente, auxquelles s'ajoutent deux promus que sont Keur Madior FC et l'EJ Fatick et l'équipe reléguée de Ligue 1 qui est l'US Gorée.
| Club                      | Classement 2016-2017       | Ville          |
| ------------------------- | -------------------------- | -------------- |
| US Gorée                  | 14e (Ligue 1)              | Dakar          |
| Africa Promo Foot         | 3e                         | Thiès          |
| AS Pikine                 | 4e                         | Pikine (Dakar) |
| Port                      | 5e                         | Dakar          |
| Jamono Fatick             | 6e                         | Fatick         |
| DUC                       | 7e                         | Dakar          |
| ASC Yeggo                 | 8e                         | Dakar          |
| Ndar Guedj FC             | 9e                         | Saint-Louis    |
| Olympique de Ngor         | 10e                        | Dakar          |
| Renaissance Dakar-Plateau | 11e                        | Dakar          |
| ETICS Mboro               | 12e                        | Mboro          |
| Cayor Foot                | 13e                        | Tivaouane      |
| EJ Fatick                 | 1er (National 1 (Poule A)) | Fatick         |
| Keur Madior FC            | 1er (National 1 (Poule B)) | Mbour          |

Légende des couleurs
- Relégué de Ligue 1
- Promu de National 1

## Compétitions

### Classement
Source :  sur le site de la LSFP.

| Rang | Équipe            | Pts | J  | G  | N  | P  | Bp | Bc | Diff |
| ---- | ----------------- | --- | -- | -- | -- | -- | -- | -- | ---- |
| 1    | AS Pikine         | 49  | 26 | 14 | 7  | 5  | 28 | 14 | +14  |
| 2    | US GoréeR         | 48  | 26 | 12 | 12 | 2  | 45 | 19 | +26  |
| 3    | ASC Renaissance   | 46  | 26 | 13 | 7  | 6  | 25 | 16 | +9   |
| 4    | DUC               | 40  | 26 | 10 | 10 | 6  | 30 | 26 | +4   |
| 5    | ASC Yeggo         | 40  | 26 | 10 | 10 | 6  | 22 | 18 | +4   |
| 6    | Port              | 35  | 26 | 9  | 8  | 9  | 20 | 22 | -2   |
| 7    | EJ FatickP        | 34  | 26 | 8  | 10 | 8  | 32 | 31 | +1   |
| 8    | Keur Madior FCP   | 33  | 26 | 9  | 6  | 11 | 28 | 32 | -4   |
| 9    | Africa Promo Foot | 33  | 26 | 8  | 9  | 9  | 24 | 30 | -6   |
| 10   | Jamono Fatick     | 31  | 26 | 7  | 10 | 9  | 20 | 22 | -2   |
| 11   | ETICS Mboro       | 26  | 26 | 5  | 11 | 10 | 13 | 25 | -12  |
| 12   | Olympique de Ngor | 24  | 26 | 5  | 9  | 12 | 25 | 33 | -8   |
| 13   | AS Ndar Guedj     | 23  | 26 | 6  | 5  | 15 | 25 | 39 | -14  |
| 14   | Cayor Foot        | 22  | 26 | 4  | 10 | 12 | 24 | 34 | -10  |

Promotion en Ligue 1 2018-2019
- 1er et 2e

Relégation en National 1 2018-2019
- 12e au 14e

Abréviations
- R : Relégué de Ligue 1 2016-2017
- P : Promus de National 1 2016-2017